# 手話技能検定
手話技能検定（しゅわぎのうけんてい）は、特定非営利活動法人（NPO法人）手話技能検定協会が実施している民間資格の手話の技能の検定試験である。手話検定は手話技能検定試験の略称で、登録商標である。

## 概要
手話技能検定試験は、特定非営利活動法人（NPO法人）手話技能検定協会が毎年3回実施している手話の技能の検定試験である。検定試験は1級・準1級・2級・準2級・3級 - 7級までの9段階がある。1級 - 2級は手話の実技試験である。準1級・準2級・3級 - 7級は筆記試験で、試験結果の80点以上で合格。2級実技試験は課題文26点、質疑応答39点以上で合格となる。
類似する手話検定については、後述する関連項目を参照されたい。
なお、手話技能検定試験は全国手話検定試験よりも難しいとされる。
手話技能検定3級と全国手話検定準1級は同じレベルとされる。

### 受験資格
準2級 - 7級は、年齢・性別・学歴に関係なく誰でも受験できるが、小学校4年生以上の日本語の読解力が必要。2級は、準2級の合格者であること。準1級は、2級の合格者であること。1級は、準1級の合格者であること。

## 検定級
| 級    | レベルの目安 | 学習歴の目安         | 単語数   |
| ----- | --- | -------------------- | -------- |
| 1級   | 相手に合わせ、ろう者的手話（日本手話）・難聴者手話（日本語対応手話）のどちらも自由に表現・読み取りができる。                          | 3年（240時間）以上   | 制限なし |
| 準1級 | 相手に合わせ、ろう者的手話（日本手話）・難聴者手話（日本語対応手話）のどちらも自由に表現・読み取りができる。                          | 3年（240時間）以上   | 制限なし |
| 2級   | ろう者的手話（日本手話）、難聴者手話（日本語対応手話）のどちらかを使用して、聴覚にしょうがいのある人と自由に会話ができる。            | 3年 （240時間）程度  | 約2000語 |
| 準2級 | ろう者的手話（日本手話）、難聴者手話（日本語対応手話）のどちらかを使用して、聴覚にしょうがいのある人と自由に会話ができる。            | 3年（240時間）程度   | 約2000語 |
| 3級   | 接客に必要とされる具体的な会話や手話での道案内・会社や学校・手話サークルなどでの会話ができる。                                        | 2年 （160時間）程度  | 約1000語 |
| 4級   | お店や窓口で簡単な接客の会話や日付や時刻・金額など数字の入った表現ができる。                                                          | 1年（80時間）程度    | 約500語  |
| 5級   | あいさつ・自己紹介・趣味について相手に尋ねたり答えたりすることができる。                                                              | 6か月 （40時間）程度 | 約200語  |
| 6級   | 簡単な挨拶ができる。 濁音や半濁音・長音・拗音などを含む指文字、千の位までの数字、日常よく使われる単語について表現・読み取りができる。 | 3か月 （24時間）程度 | 約100語  |
| 7級   | 指文字（五十音）の基本形を覚え、ゆっくり表現し、読み取ることができる。ただし濁音・半濁音など動きのあるものは含まない。                | 1か月 （8時間）程度  |          |